# 红锑镍

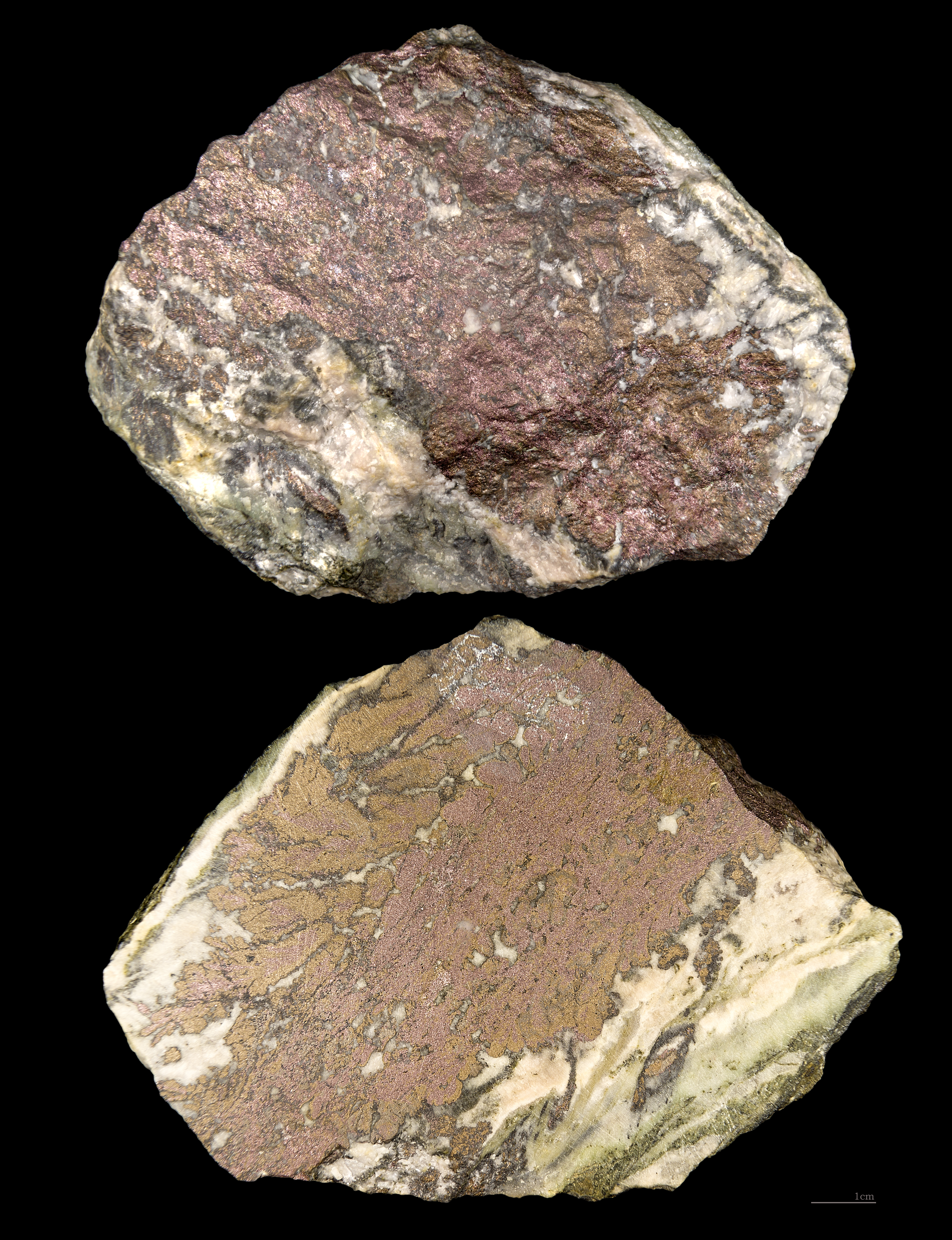
巨型红锑镍矿与橙棕色的红砷镍矿和来自加拿大安大略省钴区域的次要石英。

红锑镍是镍锑矿物之一，其化学式为NiSb。红锑镍是一个铜红色且不透明的金属，它以六方 - 双六方双锥体晶系的。它通常以巨型肾形形成，但被观察为片状晶体。它的摩氏硬度为3.5-4，其比重为8.23。
它在与钴–镍–银矿石相关的水热方解石静脉里形成。
它在1840年德国下薩克森州的哈茲山被第一次描述，以及在1845年發現在钴与加拿大安大略省的桑德贝形成。 它以荣誉萨克森矿物学家Johann Friedrich August Breithaupt(1791-1873)的名字命名。